# Deutsches Alpenkorps

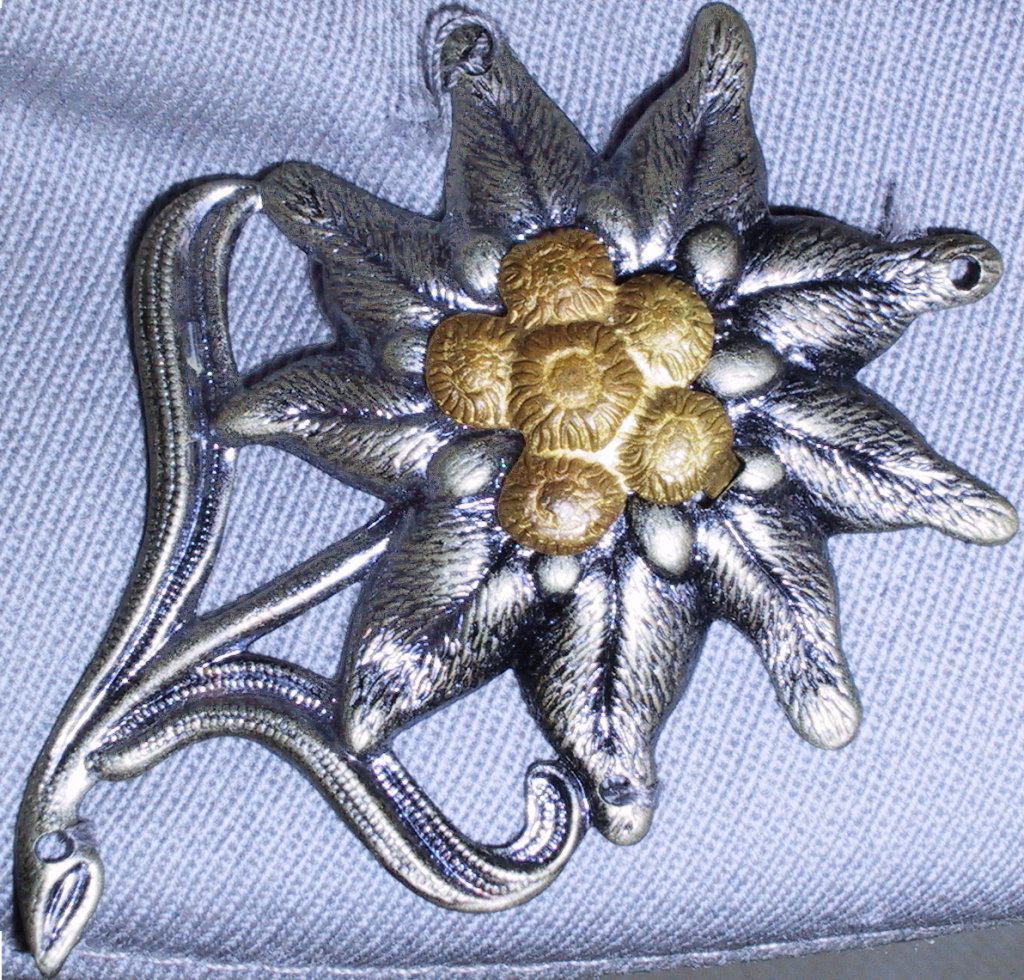
Szarotka alpejska – symbol niemieckich strzelców górskich

Deutsches Alpenkorps (niem. Niemiecki Korpus Alpejski) – formacja wojskowa Cesarstwa Niemieckiego w czasie I wojny światowej.
Powołana w maju 1915 dla wsparcia armii austro-węgierskiej w obronie granic przed oddziałami włoskimi. Koniec I wojny światowej w 1918 zastał żołnierzy Niemieckiego Korpusu Alpejskiego na froncie macedońskim.

## Skład w maju 1915
- Königlich Bayerische Jäger-Brigade 1:
  - Königlich Bayerisches 1. Jäger-Regiment
    - Königlich Bayerisches Jäger-Bataillon Nr. 1 König
    - Königlich Bayerisches Jäger-Bataillon Nr. 2
    - Königlich Bayerisches Reserve-Jäger-Bataillon Nr. 2

  - Königlich Bayerisches Infanterie-Leib-Regiment
- Königlich Bayerische Jäger-Brigade 2: 
  - Jäger-Regiment Nr. 2 
    - Königlich Bayerisches Jäger-Bataillon Nr. 10
    - Königlich Bayerisches Reserve-Jäger-Bataillon Nr. 10
    - Königlich Bayerisches Reserve-Jäger-Bataillon Nr. 14

  - Jäger-Regiment Nr. 3 
    - I./Jäger-Regiment Nr. 3 (Königlich Bayerisches Schneeschuhbataillon I)
    - II./Jäger-Regiment Nr. 3 (Schneeschuhbataillon II)
    - III./Jäger-Regiment Nr. 3 (Schneeschuhbataillon III)
    - IV./Jäger-Regiment Nr. 3 (Königlich Bayerisches Schneeschuhbataillon IV)
- Gebirgs-MG-Abteilungen Nr. 201-210 (206-209 Bawarczycy)
- Reserve-MG-Abteilung Nr. 4
- 3. Eskadron/Königlich Bayerisches 4. Chevauleger-Regiment König
- Gebirgs-Artillerie-Abteilung Nr. 1
- Königlich Bayerische Gebirgs-Artillerie-Abteilung Nr. 2
- Feldartillerie-Abteilung Nr. 203
- Feldartillerie-Abteilung Nr. 204
- Fußartillerie-Batterie Nr. 101
- Fußartillerie-Batterie Nr. 102
- Pionier-Kompanie Nr. 101
- Königlich Bayerische Pionier-Kompanie Nr. 102
- Königlich Bayerische Gebirgs-Minenwerfer-Abteilung Nr. 269
- Gebirgs-Minenwerfer-Abteilung Nr. 270

## Skład w sierpniu 1918
- 1. Königlich Bayerische Jäger-Brigade: 
  - Königlich Bayerisches Infanterie-Leibregiment
  - Königlich Bayerisches 1. Jäger-Regiment
  - Jäger-Regiment Nr. 2
  - MG-Scharfschützen-Abteilung Nr. 24
  - Gebirgs-MG-Abteilung Nr. 204
  - Gebirgs-MG-Abteilung Nr. 205
- 3.Eskadron/Kgl. Bayerisches 4. Chevauleger-Regiment König
- Königlich Bayerischer Artillerie-Kommandeur 7:
  - Feldartillerie-Regiment Nr. 204
  - Gebirgs-Artillerie-Abteilung Nr. 6
  - I./Königlich Bayerisches 1. Reserve-Fußartillerie-Regiment
- Stab Königlich Bayerisches 9. Pionier-Bataillon:
  - Königlich Bayerische 102. Pionier-Kompanie
  - Pionier-Kompanie Nr. 283
  - Gebirgs-Minenwerfer-Kompanie Nr. 175
- Divisions-Nachrichten-Kommandeur 622

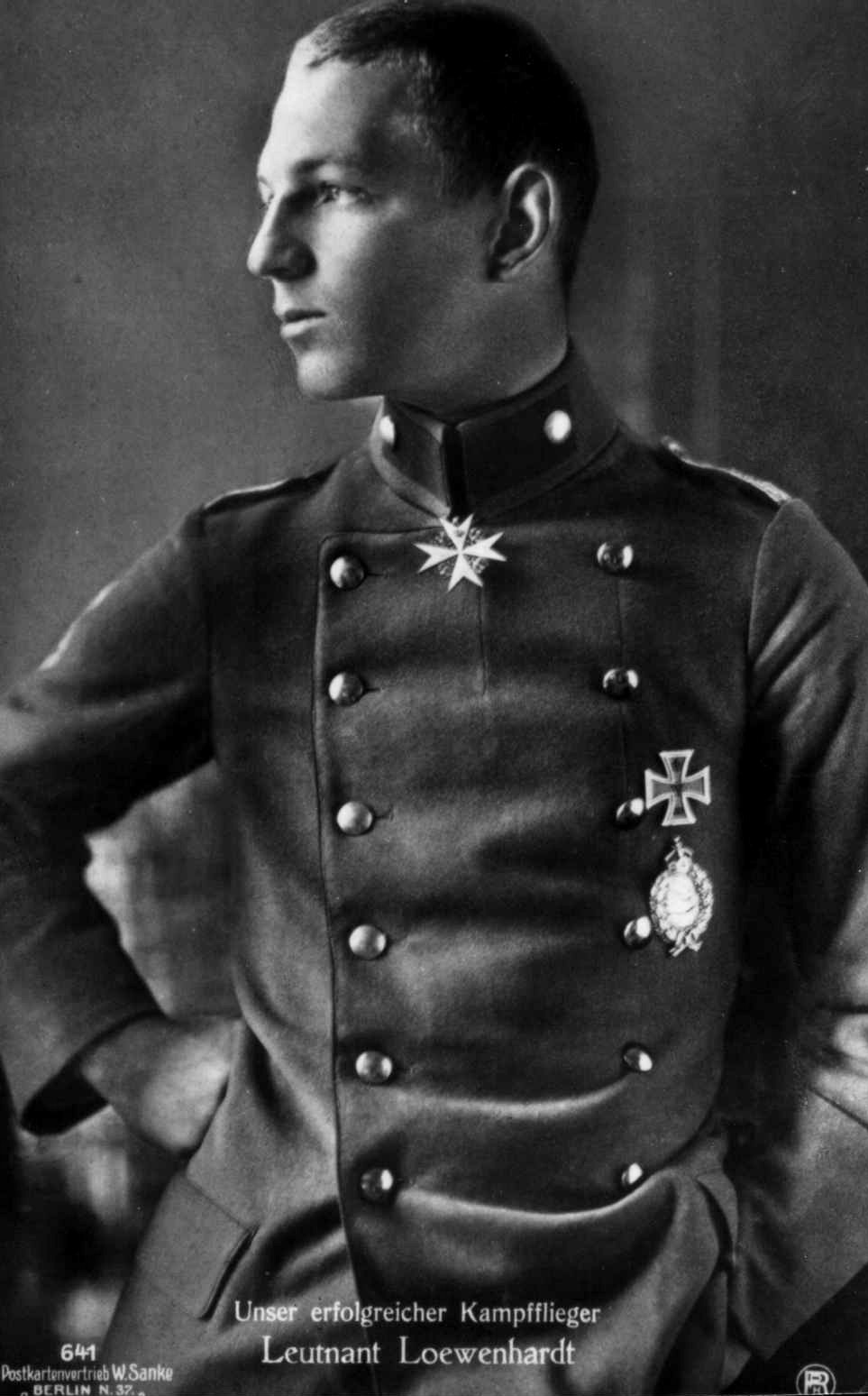
Erich Löwenhardt

## Niektórzy członkowie
Członkami Niemieckiego Korpusu Alpejskiego byli m.in.:
- Ernst von Below
- Konrad Krafft von Dellmensingen
- Franz Ritter von Epp
- Erich Löwenhardt
- Friedrich Paulus
- Erwin Rommel
- Ferdinand Schörner
- Ludwig Ritter von Tutschek